# Kunowo (powiat pilski)
Kunowo – wieś w Polsce położona w województwie wielkopolskim, w powiecie pilskim, w gminie Łobżenica.
W latach 1975–1998 miejscowość należała administracyjnie do województwa pilskiego.
W okresie międzywojennym w miejscowości stacjonowała placówka Straży Granicznej I linii „Kunowo”.
Zobacz też: Kunowo, Kunów